# Cavaliere Nero (Marvel Comics)
Cavaliere Nero (Black Knight) è un personaggio dei fumetti, pubblicato prima dall'Atlas Comics e poi dalla Marvel Comics.
La sua identità è stata assunta da 5 differenti personaggi:
- Sir Percy di Scandia (Black Knight I), Golden Age
- Sir Raston di Scandia (Black Knight II), Bronze Age
- Sir Eobar di Garrington (Black Knight III), Silver Age
- Nathan Garrett (Black Knight IV), Silver Age
- Dane Whitman (Black Knight V), Silver Age, Bronze Age e Modern Age

## Biografia dei personaggi

### Cavaliere Nero I (Sir Percy di Scandia, VI secolo)
È un personaggio dei fumetti, pubblicato dall'Atlas Comics (ora Marvel Comics), creato da Stan Lee (storia) e Joe Maneely (disegni). È apparso la prima volta sull'albo Black Knight n. 1 (maggio 1955) (Edizione italiana su Il Mitico Thor n. 81, Editoriale Corno, 21 maggio 1974).

#### Parentele conosciute
Lady Rosamund (moglie, deceduta), Edward e Geoffrey (figli, deceduti), Sir Raston (nipote), Re Artù Pendragon (cugino distante), Nathan Garrett (Cavaliere Nero IV, discendente deceduto), Dane Whitman (Cavaliere Nero V, discendente)
Sir Percy di Scandia, nato in Inghilterra nei primi anni del regno di Artù (VI secolo), decise di mettersi al servizio del suo sovrano indossando i panni del Cavaliere Nero e brandendo la spada incantata donatagli da Merlino, la Lama d'Ebano, che era stata forgiata da un meteorite. Nemico mortale di Percy era il nipote del re, Mordred, che per anni tramò in segreto contro Artù e che, dopo la caduta di Camelot, riuscì ad uccidere il Cavaliere Nero usando anch'egli una spada fatta dallo stesso meteorite della Lama d'Ebano. Merlino pronunciò allora un incantesimo per consentire allo spirito di Percy di ritornare sulla terra qualora lo spirito di Mordred avesse costituito ancora una minaccia per il mondo. Infatti lo spirito di Percy ritornò più volte, per passare la Lama d'Ebano ad un nuovo Cavaliere Nero o per intervenire in aiuto di uno dei suoi successori. Ad esempio, fu grazie a Percy che Dane Whitman riuscì a sfuggire alla maledizione che gravava sulla Lama d'Ebano e che lo stava facendo impazzire.

### Cavaliere Nero II (Sir Raston di Scandia, VI secolo)
È un personaggio dei fumetti, pubblicato dalla Marvel Comics, creato da Mark Gruenwald (storia) e Herb Trimpe (disegni). È apparso la prima volta sull'albo Fantastic Four Annual n. 25 ma è durato solo 5 storie: Fantastic Four Annual n. 25, Avengers Annual n. 21, 22/2, Avengers Forever n. 3, New Excalibur n. 10.

#### Parentele conosciute
Sir Percy of Scandia ("Cavaliere Nero I", zio, deceduto), Lady Rosamund (zia, deceduta), Edward di Scandia e Geoffrey di Scandia (cugini, deceduti), Re Artù Pendragon (lontano cugino, deceduto);
Nato nel medioevo, tra il VI e il VII secolo, Sir Raston recuperò la Lama d'Ebano grazie alla guida dello spirito dello zio, Percy di Scandia, e divenne il secondo Cavaliere Nero, pur non sentendosi sempre all'altezza del suo nuovo ruolo. In seguito, sconfitto in battaglia da Kang il Conquistatore, decise di mettersi al suo servizio e si unì agli Anachronauts.
Un ritratto di Sir Raston è stato appeso nel museo a Garret Castello.

### Cavaliere Nero III (Sir Eobar di Garrington, XII secolo)
È un personaggio dei fumetti, pubblicato dalla Marvel Comics, creato da Steve Englehart (storia) e Sal Buscema (disegni), è apparso la prima volta sull'albo The Defenders (vol. 1) n. 11 (dicembre 1973) (Edizione italiana su Gli Albi dei Super-Eroi, n. 38, Editoriale Corno, 2 ottobre 1974).

#### Parentele conosciute
Sir Percy di Scandia (Black Knight I, antenato, deceduto), Lady Rosamund (antenata, deceduta), Edward e Geoffrey di Scandia (figli di Sir Percy e Lady Rosamund, antenati, deceduti), Re Artù Pendragon (antenato, deceduto), Sir Raston di Scandia (Black Knight II, antenato, deceduto).
Il cavaliere Eobar Garrington servì la cristianità come Crociato in Terra santa (Seconda Crociata) contro i musulmani.
Dopo la presa di Gerusalemme a opera delle truppe crociate, lo spirito di Mordred (antico rivale del primo Cavaliere Nero) si materializzò fra le file cristiane e, alleatosi con il Principe Giovanni detto “Senza Terra”, si adoperò per far cadere Re Riccardo d'Inghilterra nelle mani dei Mori.
Per contrastare i piani di Mordred, Merlino richiamò nel XII secolo lo spirito del quinto Cavaliere Nero, Dane Whitman, che era stato trasformato in pietra da un bacio della Incantatrice. Lo spirito di Whitman si impossessò del corpo di Garrington e combatté con i Crociati nelle diverse battaglie.
La situazione dei Cristiani si andava però aggravando a causa della scarsità di cibo. Garrington fu inviato da Re Riccardo al campo del Saladino per proporre uno scambio che avrebbe posto fine alle ostilità: i Crociati si sarebbero arresi in cambio dei frammenti della Croce che erano in possesso del capo musulmano. Prima che Garrington potesse portare a termine l'incarico, cadde in un agguato tesogli dal Signore degli Assassini, Hassan ibn Sabbah (noto anche come Vecchio della Montagna) che voleva sottrargli la Lama d'Avorio e convincerlo a passare al suo servizio. Ritornato al campo crociato, il Cavaliere Nero scoprì che Re Riccardo, per limitare il consumo di cibo, aveva fatto uccidere i prigionieri musulmani. Preso dalla furia per quanto accaduto, inizialmente Garrington si precipitò nella tenda di Riccardo per ucciderlo, ma poi si fermò essendo ben consapevole che un simile gesto avrebbe interferito con il “normale” corso della storia. Dopo essersi parzialmente riabilitato salvando la vita del Re da un complotto di Sabbah, il Cavaliere Nero fu comunque bandito dall'Inghilterra per avere cercato di assassinare Riccardo.
Garrington si recò poi ad Avalon per soccorrere l'ultimo degli Alchimisti, Amergin, contro l'invasione dei Fomor. Amergin, attraverso il suo discendente Dottor Druido, richiamò nel XII secolo anche i Vendicatori (Capitan America, Occhio di Falco, She-Hulk, Thor, Wasp). Mentre questi combattevano contro i Fomor e il loro mostruoso Balor, Amergin cercò di utilizzare l'Occhio del male per assorbire la forza di Balor ma fu ferito gravemente prima di poter portare a termine l'impresa. Il Cavaliere Nero riuscì ad uccidere il mostro e, pur sapendo che l'energia sprigionata dall'Occhio del Male avrebbe annientato chiunque lo stesse utilizzando, decise di sacrificarsi: rimandò i Vendicatori nella loro era e grazie all'Occhio del Male distrusse (apparentemente) i Fomor. Anche Garrington perse la vita, ma lo spirito di Whitman fu re-inviato nell'era moderna dalla magia di Amergin. Whitman rientrò quindi nel suo corpo che tornò ad essere di carne e ossa.

### Cavaliere Nero IV (Nathan Garrett, XX secolo)
È un personaggio dei fumetti, pubblicata dalla Marvel Comics, creata da Stan Lee (storia) e Dick Ayers (disegni), è apparso la prima volta sull'albo "Tales to Astonish" n. 52 (febbraio 1964) (Edizione italiana su L'Uomo Ragno, prima serie, n. 36, Editoriale Corno).

#### Parentele conosciute
Sir Percy of Scandia (Cavaliere I) e Lady Rosamund (antenati, deceduti), Dane Whitman (Cavaliere V, nipote).
Nathan Garrett, discendente del primo Cavaliere Nero, ereditò Garrett Castle, dove riposava lo spirito del suo antenato. Sir Percy di Scandia gli apparve sfidandolo a diventare un moderno paladino del bene, come nuovo Cavaliere Nero, ma Nathan si dimostrò indegno e non riuscì ad estrarre la Lama d'Avorio, la spada incantata del suo antenato.
In seguito, trasferitosi in America, divenne una spia comunista al servizio della Cina, alla quale vendeva segreti del settore scientifico. Catturato da Henry Pym, Giant-Man, riuscì a fuggire e a trovare rifugio sui Balcani, dove decise di assumere l'identità del Cavaliere Nero ma per fini criminali. Indossando il costume e le armi del Cavaliere Nero ritornò in America e cercò di portare a termine una rapina, ma ancora fu fermato da Giant-Man. Riuscì comunque a mettersi in salvo.
Nathan fu poi contattato dal Barone Zemo per formare i Signori del male, che dovevano contrapporsi ai Vendicatori. Il loro piano comunque fallì e il Cavaliere Nero fu sconfitto prima da Thor e in seguito da Iron Man. Dopo essere fuggito dal carcere grazie all'aiuto della Incantatrice e dell'Esecutore, fu nuovamente battuto dai Vendicatori.
Il Cavaliere Nero cercò ancora di sconfiggere Iron Man rapendo l'amico di Tony Stark, Happy Hogan. Sebbene in un primo momento Nathan fosse riuscito ad interrompere il circuito dell'armatura di Iron Man, l'eroe alla fine si riprese ed ebbe la meglio. Tutti credettero che il Cavaliere Nero fosse morto nello scontro.
Pieno di rimorso, sul letto di morte, Nathan rivelò al nipote, Dane Whitman, di essere il Cavaliere Nero e gli affidò il costume e le armi perché se ne servisse per il bene. Quando Garrett morì Dane decise di mantenere la sua promessa rivestendo i panni del Cavaliere Nero, accompagnato dal cavallo alato Aragorn.
Anni dopo, Nathan Garrett fu resuscitato da Immortus come membro della Legione dei non-vivi. Immortus voleva contrapporre la Legione ai Vendicatori per rendere sua schiava la Strega Scarlet e controllare quindi il tempo stesso. Dopo l'ennesima sconfitta, Nathan fu resuscitato una seconda volta dal Sinistro Mietitore (The Grim Reaper) nel corpo di una vittima di un incidente aereo. La Legione, formata da zombies senza intelligenza, si scontrarono con i Vendicatori per portare a termine la vendetta del Mietitore, che credeva di essere stato ucciso dagli eroi. Quando scoprì di essere in realtà morto per mano propria, il Mietitore perse il controllo sulle anime della Legione, che ritornarono nell'aldilà. Alla fine egli cedette al demone Lliogoroth, che gli stava dando la forza.

### Cavaliere Nero V (Dane Whitman, XX secolo)
Dane Whitman, nipote del diabolico Cavaliere Nero Nathan Garrett, fu convocato dallo zio, in punto di morte a causa delle ferite riportate durante una battaglia con Iron Man. Nathan gli confessò i suoi crimini e gli chiese di ridare onore al nome del Cavaliere Nero. In un primo momento, Dane provò ad utilizzare solo le sue conoscenze scientifiche al servizio del bene. I suoi esperimenti con il magnetismo per cercare la vita sugli altri pianeti riportarono inavvertitamente sulla Terra i due mutanti Magneto e Toad, che erano dispersi nello spazio. Immediatamente Magneto iniziò a riformare la sua Confraternita, cominciando con il rapimento di Quicksilver e la Strega Scarlet. Dane, allora, indossò il costume e le armi del Cavaliere Nero per localizzare Magneto ma dovette confrontarsi con i Vendicatori, che lo credevano Nathan. Il Cavaliere Nero aiutò i Vendicatori a mettersi sulle tracce di Magneto ma alla fine si separò da loro, infastidito per la loro mancanza di fiducia in lui.

### Proctor (Dane Whitman)
È la versione di un mondo alternativo (Terra-374) di Dane Whitman.

## Altri media

### Televisione
Alcuni dei Cavalieri Neri sono apparsi in diverse serie animate The Marvel Super Heroes, L'Uomo Ragno e i suoi fantastici amici, Black Panther, Iron Man: Armored Adventures e Avengers - I più potenti eroi della Terra.

### Cinema
Il 24 agosto 2019, durante la conferenza del D23 Expo è stato annunciato che il quinto Cavaliere Nero Dane Whitman comparirà nel film del Marvel Cinematic Universe Eternals (2021), interpretato da Kit Harington.